# Морець (Волгоградська область)
Морець (рос. Морец) — село у Єланському районі Волгоградської області Російської Федерації.
Населення становить 1097  осіб. Входить до складу муніципального утворення Морецьке сільське поселення.

## Історія
Село розташоване у межах українського історичного та культурного регіону Жовтий Клин.
Згідно із законом від 24 грудня 2004 року № 980-ОД органом місцевого самоврядування є Морецьке сільське поселення.

## Населення
| 2010 | 2012  | 2013  |
| ---- | ----- | ----- |
| 652  | ↗1129 | ↘1097 |